# 三元里平英团遗址
三元里平英团遗址，是一座位于广东省广州市白云区三元里街道三元里村广园中路34号的全国重点文物保护单位。为三元里抗英事件纪念性遗址，三元里平英团遗址前身为一座始建于清初的北帝庙，占地面积237平方米，砖木结构。在三元里抗英事件中作为由三元里民众组成的平英团集结点，1958年古庙被改设为三元里人民抗英斗争史料陈列馆。1961年改建为三元里人民抗英斗争纪念馆。馆内陈列有大刀、长矛、三星旗、英军军服和4门古炮等。同年被中华人民共和国国务院公布第一批全国重点文物保护单位。